# 侯子光
侯 子光（こう しこう、? - 337年）は、五胡十六国時代の人物。安定郡（現在の甘粛省涇川県）の出身。小秦国政権を樹立して後趙に背いた。『十六国春秋』には劉光とも記載される。

## 生涯
20歳にして容姿や振る舞いは美しかったという。
建武3年（337年）7月頃、侯子光は仏太子を自称すると、自らを大秦国からやって来て小秦国の王となる存在であると豪語した。また、名を李子楊と改め、鄠県の爰赤眉という人物の客人となった。爰赤眉は彼の妖異な様子と、僅かな霊験が見られた事から、これを信奉するようになった。また、二人の娘を妻として与えたので、一層両者は接近するようになった。
遂には、杜南山（現在の終南山）において京兆出身の樊経・竺龍・厳諶・謝楽子を始めとした数千人を集め、李子楊は大黄帝に即位し、龍興と改元した。また、爰赤眉・樊経を左右丞相に、竺龍・厳諶を左右大司馬に、謝楽子を大将軍に任じた。
後趙の鎮西将軍石広は反乱の知らせを聞くと、李子楊討伐の兵を挙げた。李子楊はこれを迎え撃つも、敗北を喫して斬首された。
『晋書』・『十六国春秋』によると、李子楊の首からは血が流れず、10日以上が過ぎてもその顔色は生前と変わりなかったという。